# Николаев, Пётр Петрович
Пётр Петрович Николаев (1873—1928) — философ

, развивавший идеи религиозно-нравственного учения Л. Н. Толстого.

## Биография
Из дворян, окончил Пажеский корпус, служил чиновником особых поручений при наместнике на Кавказе Шереметеве. Из-за несогласия с политикой царского правительства по отношению к выселенным на Кавказ духоборам вышел в отставку.
После ухода со службы занялся исследованием религиозно-философских проблем, издал ряд работ, в которых защищал свободу вероисповедания. В 1912 году уехал во Францию, жил в Париже, Ницце, где продолжал философскую деятельность. Наиболее известны труды П. П. Николаева: «Духовно-монистическое понимание мира» (Вып. VIII. Зелёная палочка, 1914), «Современные бедствия. Бессилие церкви, науки и политики. Разумное изложение сочинения „Понятие о Боге как о Совершенной Основее жизни“» (Берлин, 1922), «Исследование нашего сознания» (Белград, 1929). Его книги переведены на немецкий, сербский, французский и др. языки.
П. П. Николаев вёл переписку с Л. Н. Толстым, Н. В. Поповым, Н. В. Троицким, Д. Маковицким и др.
Преследуемый царским правительством за свои философские и социально-политические убеждения, П. П. Николаев в 1904 году эмигрировал с женой и шестилетним сыном во Францию и в 1905 году осел в Ницце. Работал художником на керамической фабрике, писал и издавал философские сочинения.

## Оценка
Труды П. П. Николаева высоко оценивали деятели русской культуры, в том числе Л. Н. Толстой, Н. А. Рубакин, С. В. Чертков и др.
Труды П. П. Николаева «Духовно-монистическое понимание мира». Вып. VIII. Зелёная палочка. (1914), «Понятие о Боге как о Совершенной Основе жизни (Духовно-монистическое мировоззрение)» (Женева, 1907), «Исследование нашего сознания» (Т. 1, 2. Женева 1915—1916), оказали значительное влияние на формирование мировоззрения толстовцев «второй волны» (1914—1938 гг.).
Труд «Духовно-монистическое понимание мира», развивавший метафизику толстовского учения в рукописном варианте был прочитан и одобрен Л. Н. Толстым. В предисловии от издательства в книге П. П. Николаева «Духовно-монистическое понимание мира» говорится: «Незадолго до своей смерти Лев Николаевич Толстой, знакомясь с этим трудом … много говорил о нём окружающим в самых сочувственных выражениях. Покидая „Ясную Поляну“ навсегда, он захватил это сочинение с собою и имел его в Астапове».
Вышедшая в 1914 году книга «Духовно-монистическое понимание мира» вызвала большой интерес толстовцев: она стала настольной книгой крестьян-толстовцев и предметом обсуждения на заседаниях толстовских интеллигентских кружков.
Работы П. П. Николаева были также высоко оценены Н. О. Лосским в его книге «Бог и мировое зло».

## Семья
Сын Л. П. Николаев (1898—1954) — антрополог и анатом, профессор